# Malvasia del Lazio
La malvasia del Lazio  est un cépage italien de raisins blancs de la grande famille de Malvasia.

## Origine et répartition géographique
Elle provient du sud de l’Italie. D'origine probable grecque, elle est classée recommandée ou autorisée dans de nombreuses provinces du Latium. Elle est recommandée dans les provinces Latina, Rieti, Rome et autorisée dans les provinces Frosinone et  Viterbe.
Elle est classée cépage d'appoint en DOC Bianco Capena, Castelli Romani, Cerveteri, Colli Albani, Colli della Sabina, Colli Etruschi Viterbesi, Frascati, Marino et Tarquinia. En 1998, elle couvrait 4,082 ha.

## Caractères ampélographiques
- Extrémité du jeune rameau duveteux, vert pâle.
- Jeunes feuilles aranéeuses, vertes.
- Feuilles adultes, 3 à 5 lobes avec des sinus supérieurs en V ouvert, un sinus pétiolaire en lyre, des dents ogivales, moyennes, en deux séries, un limbe glabre.

## Aptitudes culturales
La maturité est de troisième époque tardive: 35 - 40  jours après le chasselas.

## Potentiel technologique
Les grappes sont moyennes à grandes et les baies sont de taille moyenne. La grappe est conique, ailée et compacte. La chair est juteuse et d'une saveur simple. Le cépage est de vigueur moyenne et la production est faible mais de bonne qualité. La malvasia del Lazio est utilisée souvent comme cépage complémentaire des cépages trebbiano et malvasia bianca di Candia

## Synonymes
La malvasia del Lazio est connue sous les noms de malvasia con puntino, malvasia gentile, malvasia nostrale, malvasia puntinata